# Kathrine S. French
Kathrine Story French (* 5. Juni 1922 in Champaign (Illinois); † 14. Juni 2006) war eine US-amerikanische Anthropologin. Bekannt wurde sie vor allem für die Erforschung des Zeremonialismus und der Personennamen der Indianerstämme der Warm Springs Indian Reservation in Oregon.

## Leben
Kathrine McCullough Story wurde 1922 als Tochter des Politikwissenschaftlers Russell M. Story geboren. Sie studierte am Pomona College Philosophie und Anthropologie und schloss das Studium 1942 mit einem Bachelor of Arts ab. Schon während des Studiums lernte sie den Anthropologen David H. French kennen. Das Paar heiratete 1943 und ging gemeinsam an die Columbia University in New York, um dort zu promovieren.
Von 1943 bis 1946 arbeiteten die Frenches für die War Relocation Authority. Sie berieten die Behörde bei der Internierung und Umsiedlung japanischstämmiger Amerikaner während des Zweiten Weltkriegs. Nachdem David French 1947 eine Anstellung als Lehrer am Reed College in Portland angenommen hatte, erforschte das Paar in den nächsten Jahrzehnten intensiv die Indianerstämme des Reservats Warm Springs. Während sich ihr Mann auf die Ethnobotanik und die Sprache fokussierte, studierte sie Praktiken und Zeremonien der Sahaptin-Stämme, der Paiute und der Wasco und Chinook. 1955 promovierte French an der Columbia University. Ihre unveröffentlichte Dissertation gilt heute als bedeutende Arbeit auf dem Gebiet des Zeremonialismus und der semiotischen Analyse der Rituale in der Region.
French arbeitete von 1959 bis 1980 als außerordentliche Professorin an der Oregon Health & Science University. Ihr besonderes Interesse galt der Pädiatrie, Gerontologie und der kulturellen Anthropologie. Von 1981 bis zu ihrem Tod war sie außerordentliche Professorin des Fachbereichs Anthropologie des Reed College. In den 1980er und 1990er Jahren forschten French and Yvonne Hajda, eine ehemalige Studentin von David French, gemeinsam an einer Langzeitstudie über Kontinuität und Wandel der Zeremonien des Reservats Warm Springs. Ihr Spätwerk ist außerdem geprägt von der Zusammenarbeit mit ihrem Mann. So veröffentlichte French kurz nach dem Tod ihres Mannes im Jahr 1994 eine Studie über die Personennamen der Indianer. Neben ihrer Tätigkeit als Hochschullehrerin kümmerte sie sich außerdem um Beratungsprojekte für Indianerstämme und forschte für die Archaeological Investigations Northwest am unteren Columbia River.

## Schriften (Auswahl)
- Culture Segments and Variation in Contemporary Social Ceremonialism on the Warm Springs Reservation, Oregon.  Dissertation, Columbia University, New York 1955
- Personal Names.  In: Ives Goddard (Hrsg.) Handbook of North American Indians,  Band 17: Languages,  Smithsonian Institution, Washington 1996, ISBN 0-16-048774-9, S. 200–221,
- mit David H. French: Wasco, Wishram, and Cascades. In: Deward Walker (Hrsg.): Handbook of North American Indians, Band 12: Plateau. Smithsonian Institution, Washington D.C. 1998, ISBN 0-16-049514-8
- mit Yvonne Hajda, Robert Moore, David V. Ellis: An ethnographic study of the Mt. Hood National Forst, Oregon. Archaeological Investigations Northwest, Portland 1995